# Pétrusse
El Pétrusse (en luxemburguès: Péitruss, en alemany: Petruss) és un riu que flueix al llarg de Luxemburg i s'uneix al riu Alzette a Ciutat de Luxemburg. El riu travessa el barri de Hollerich.